# Ulrika Kalte
Maria Ulrika Kalte (19 de maio de 1970) é uma ex-futebolista profissional sueca que atuava como atacante.

## Carreira
Ulrika Kalte fez parte do elenco da Seleção Sueca de Futebol Feminino, nas Olimpíadas de 1996. 